# Гохдорф (Есслінген)
Гохдорф (нім. Hochdorf) — громада в Німеччині, знаходиться в землі Баден-Вюртемберг. Підпорядковується адміністративному округу Штутгарт. Входить до складу району Есслінген.
Площа — 7,75 км2. Населення становить 4754 ос. (станом на 31 грудня 2020).